# Vlag van Wijckel

Vlag van Wijckel

De vlag van Wijckel is de dorpsvlag van het Nederlandse dorp Wijckel, in de Friese gemeente De Friese Meren. De vlag werd in 1989 geregistreerd.

## Beschrijving
De beschrijving van de vlag is als volgt:
Twee even hoge banen van geel en groen; in de gele baan aan de broekzijde een rode torenvalk in opvlieghouding, en in de groene baan aan de broekzijde een witte hoorn.
De kleuren zijn afkomstig van het dorpswapen.

## Symboliek

Torenvalk: ontleend aan het wapen van de plaatselijke geslacht Van Wijckel.[2] Tevens is dit het sprekende deel van de vlag daar "wikel" het Friese woord is voor torenvalk.
- Hoorn: komt van het wapen van Menno van Coehoorn die te Wijckel de buitenplaats Meerenstein bewoonde. Tevens bevindt zich in de Vaste Burchtkerk van Wijckel een praalgraf van Van Coehoorn.[2]
- Gele baan: symbool voor de zandgrond waar het dorp op gelegen is. De kleur is ontleend aan het wapen van Gaasterland-Sloten, de gemeente waar het dorp eertijds tot behoorde.[2]
- Groene baan: staat voor de lager gelegen polders rond het dorp. De kleur is eveneens afkomstig van het wapen van Gaasterland-Sloten.[2]